# Provinciale weg 322
De provinciale weg 322 (N322) is een verkeersweg die over een lengte van 61 kilometer van west naar oost loopt van de A27 bij Nieuwendijk (Noord-Brabant) naar het knooppunt Ewijk (Gelderland), waar deze overgaat in de A73. De provincies Noord-Brabant en Gelderland voeren het beheer aan de weg.
Deze weg wordt ook wel de Van Heemstraweg genoemd (of ook wel Heemstrabaan in de Bommelerwaard), hoewel de Van Heemstraweg niet overal deel uitmaakt van de N322. Vanaf de N323 bij Beneden-Leeuwen tot aan de A50 volgt de route een zuidelijker traject dat deels is uitgevoerd als een autoweg, bestaande uit één rijstrook per richting, deels met ongelijkvloerse kruisingen. Ten oosten van de N322 is de weg bekend onder de naam Maas en Waalweg. De N322 volgt grotendeels de loop van de Waal en kruist bij Sluis St. Andries het Kanaal van St. Andries en bij de Wilhelminasluis bij Andel de Afgedamde Maas.
De weg zou de langste in Nederland zijn met één doorgaande straatnaam. In naam wordt hij in Zaltbommel kort onderbroken, maar het oostelijke doorgaande deel is met zijn 41 kilometer nog altijd niet overtroffen.

## Doortrekking
In 2010 was het 75 jaar geleden dat het eerste traject van de Van Heemstraweg geopend werd. De weg liep toen nog van de Weurtse Sluis bij Nijmegen tot de Scharenburg in Druten. Eind jaren vijftig werd de weg pas doorgetrokken naar Dreumel en verder.
Het is een misvatting dat de Maas en Waalweg deel uitmaakt van de Van Heemstraweg

## Verbreding bij Zaltbommel
Bij Zaltbommel waren dagelijks verkeersproblemen op de N322.
Op 29 februari 2012 heeft de provincie Gelderland besloten om het gedeelte van de N322 ter hoogte van Zaltbommel te verbreden en te verleggen naar de andere kant van de watertoren.
In 2015 zijn de werkzaamheden gestart en de weg is in juni 2016 opengesteld voor het verkeer en daarmee zijn de files verleden tijd.

## Trivia
- Op een bord op de S100 nabij het Gaziantepplein te Nijmegen-Neerbosch staat de weg foutief aangegeven als A322.

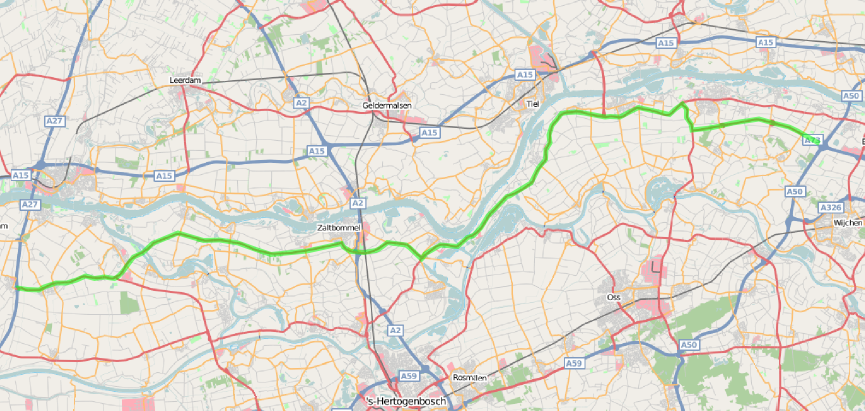
Detailkaart traject, de doortrekking van de Maas-Waalweg staat niet op deze kaart